# 龔而安
龚而安（？—？），號久安，江西南昌府南昌县南山里人。明朝政治人物，萬曆癸卯解元，己未進士。官至山東參政。

## 生平
万历三十一年（1603年）癸卯科江西乡试解元，四十七年（1619年）己未科進士，都察院觀政，次年授中書舍人。崇祯元年考選，三年（1630年）起补户科给事中，巡视光禄寺，十月弹劾南京吏部尚書南企仲，疏陈四款：一曰奉若天道以益隆圣治、二曰激励士气以滋培才质、三曰招徕豪杰以弘济时艰、四曰练习胆技以豫储全胜，帝謂其泛陈不实用，累官山東水利道右参政。

## 家族
曾祖龚以体，庠生。祖父龚大本。